# 2059
2059 is een gewoon jaar dat op woensdag begint volgens de christelijke jaartelling. Pasen begint dit jaar op 30 maart.

## Gebeurtenissen en voorspellingen
- Januari: Een METI-bericht, genaamd Teen Age Message, verzonden van de 70 meter hoge radar Jevpatorija, zal aankomen op de sterren HD 126053 en HD 193664.
- Zonsverduistering van 11 mei 2059

## Fictieve gebeurtenissen
- De Doctor Who-aflevering "The Waters of Mars" speelde zich af op 21 november 2059.
- De Japanse televisieserie Macross Frontier speelt zich af in dit jaar.